# 鉄道管理公団 (チェコ)

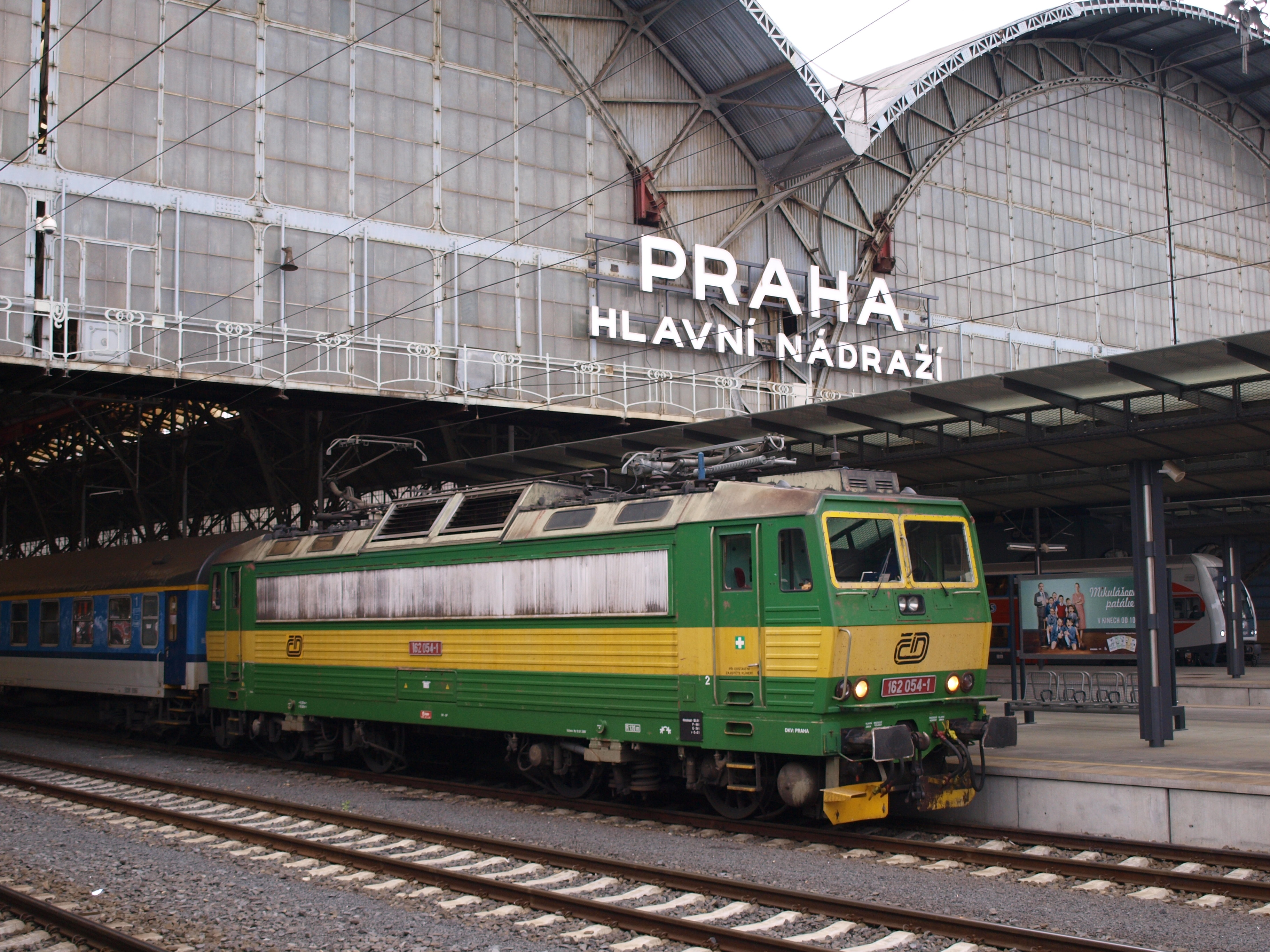
鉄道管理公団プラハ中央駅

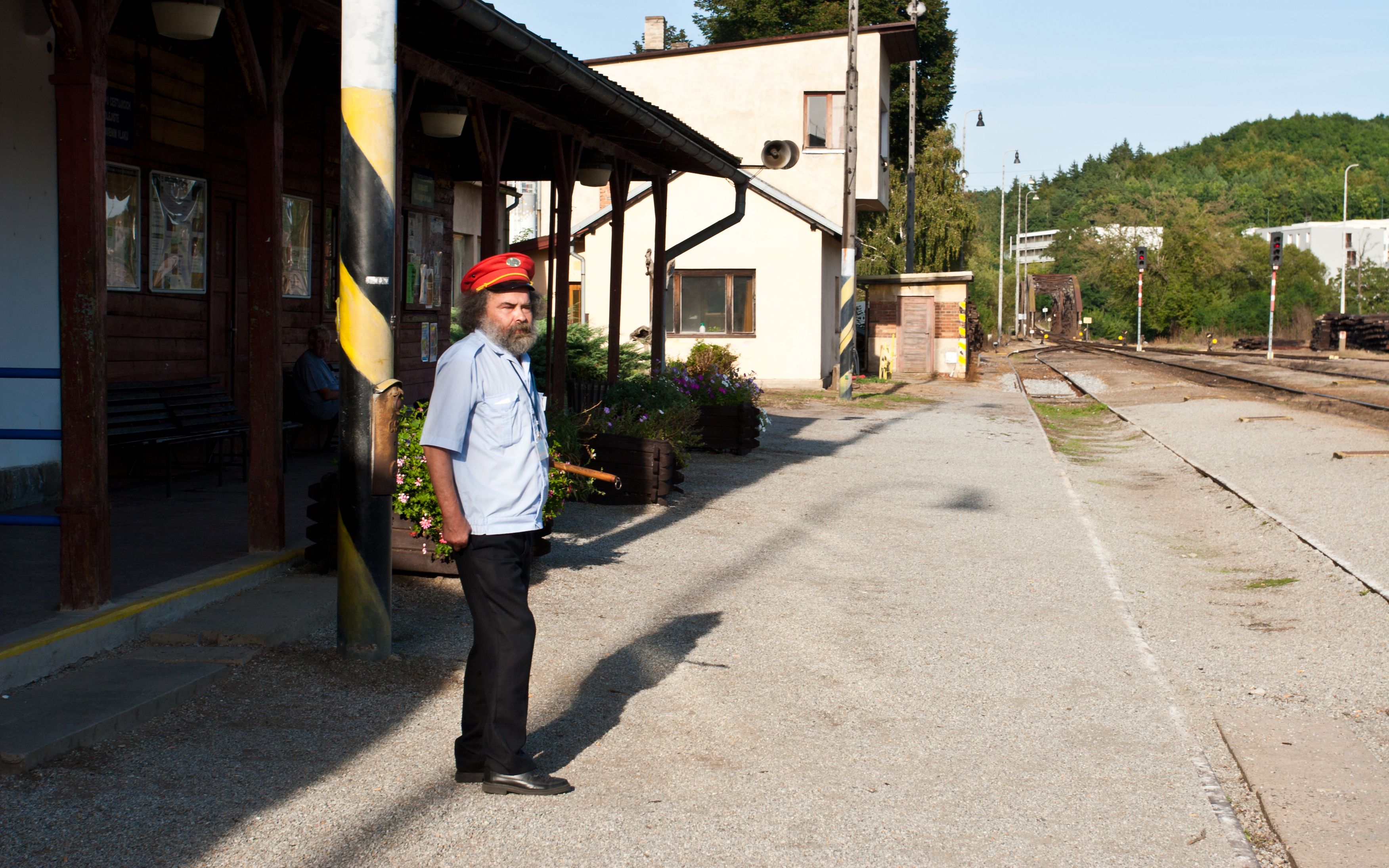
かつてチェコ鉄道職員であった駅務員などの地上職員は現在鉄道管理公団の職員である（ティーネツナッサーザヴォウ鉄道駅、2011年）

鉄道管理公団（SŽ, Správa železnic, státní organizace）は、チェコの国鉄事業を所管する公団（státní organizace）である。旧称は鉄道輸送路線管理公団（SŽDC, Správa železniční dopravní cesty, s.o.）で、2020年1月1日に現名称へ変更した。
列車運行事業の民営化政策によって、チェコ鉄道公団（旧チェコ鉄道、ČD, České dráhy, s.o.）の路線を承継して2003年に発足した。国が保有する国鉄線（Celostátní dráha）および関連施設に関する保有および管理・運営事業を行っている。

## 概要
チェコ鉄道公団が所管していた国鉄事業の上下分離と列車運行事業の民営化政策を受けて、国鉄事業のうちチェコ鉄道株式会社（ČD, České dráhy, a.s.）に移管される列車運行事業を除く国鉄線および関連施設の保有事業の承継法人として、チェコ鉄道株式会社および鉄道輸送路線管理公団法（チェコ共和国議会2002年法律77号）に基づき、鉄道輸送路線管理公団として2003年1月1日に発足した。
法人格は政府所有の国有会社（státní podnik）と同等の公団（státní organizace）で、運輸通信省が所管する。公団は運行区間延長および列車重量、路線等級によって、チェコ鉄道株式会社をはじめとする国鉄線列車運行認可事業者から路線使用料を徴収し歳入に充てることになっている。
プラハに公団総局を置き、輸送路線局（SDC, Správa dopravní cesty）をブルノなどに13局、建設局（SS, Stavební správa）をオロモウツなどに3局置いている。また鉄道エネルギー局（SŽE, Správa železniční energetiky）をフラデツ・クラーロヴェーに、鉄道測量局（SŽG, Správa železniční geodezie）をオロモウツとプラハに置く。プラハにはこのほか施設技術本部（TÚDC, Technická ústředna dopravní cesty）と消防救急業務部（HZS, Hasičská záchranná služba）がある。
2010年代、鉄道固定資産の保有管理や地上業務など、公団発足後もチェコ鉄道が手放さなかった国鉄事業に関する列車運行事業以外の各種業務の公団への移管が段階的に進行し、発足から10年あまりを経て漸くチェコにおける国鉄事業体としての地位が確立する中、一般社会に業務内容が理解されにくい組織名称の改正がたびたび試みられた。
公団は2018年、新しい現行ロゴマークの使用を開始したのち、2020年、組織名称も鉄道管理公団に改称した。略称についてはスロベニアの国鉄事業体であるスロベニア鉄道（Slovenske železnice, SŽ）との混同の恐れが指摘され、保線車両などに標記される事業者別のVKMコードは"SŽCZ"が与えられたが、一般的な略称としては混同する恐れがある場合を除き、部内外を問わず"SŽ"が使用されている。

### チェコ鉄道によるオープンアクセス骨抜き問題
2003年に行われた旧チェコ鉄道公団の株式会社化および鉄道輸送路線管理公団への鉄道施設管理運営事業分離移管は、チェコ政府が翌2004年の実現を目指していたEU加盟に向け、EUが加盟国に列車運行事業と鉄道施設管理事業の分離を義務づけたEU指令91/440号をクリアするために行われたものだったが、実態はチェコ鉄道株式会社が鉄道輸送路線管理公団からの受託名目で引き続き鉄道施設管理業務も所管し、帳簿上その委託経費を同社が公団に支払うべき国鉄線路線使用料と相殺する抜け道を採ったもので、分離は名目に過ぎず、チェコ鉄道株式会社が引き続き両事業を支配する状態が続いた。
このため、民間の各列車運行事業者による鉄道施設利用申請の受け付けや利用料の支払い、民間事業者運行の列車に対する運行管理といった実業務も、競合する列車運行事業者であるはずのチェコ鉄道株式会社が取り仕切るという歪んだ状態となり、貨物輸送を中心とする新規参入事業者への大きな排除要因となった。
このためチェコ鉄道株式会社以外の民間の列車運行認可事業者各社でつくる鉄道事業者協会（Sdružení železničních společností）は2005年に声明を発表し、スロバキアなど周辺諸国で完全実施されているオープンアクセスオペレーター化がチェコでは骨抜きにされており、民間事業者に著しく不公正で、EU指令91/440号に違反していると名指しで批判する事態となった。
チェコ政府は2008年になって、チェコ鉄道株式会社および鉄道輸送路線管理公団法を改正し、同年7月1日、法律で定める国鉄線における国鉄事業を行う法人をチェコ鉄道から鉄道輸送路線管理公団に変更。保線業務などの管理業務についてチェコ鉄道株式会社から切り離して公団が直接所管することにしたが、その後もチェコ鉄道株式会社は列車制御や指令業務などの運行管理業務を掌握しつづけた。
こうした事態を受け、欧州委員会は2010年、EU指令91/440号をいまだに遵守していない13か国の1つとしてチェコ政府を欧州司法裁判所に提訴したため、政府は急きょ残る業務も公団に移管することを決定。さらにチェコ鉄道が手放そうとしなかった駅施設などのインフラストラクチャーの所有権や地上営業業務についても、段階的にチェコ鉄道株式会社から鉄道輸送路線管理公団に移され、両事業の完全な分離は2010年代後半までかかることとなった。

## 保有路線
詳細はチェコの鉄道路線一覧を参照。

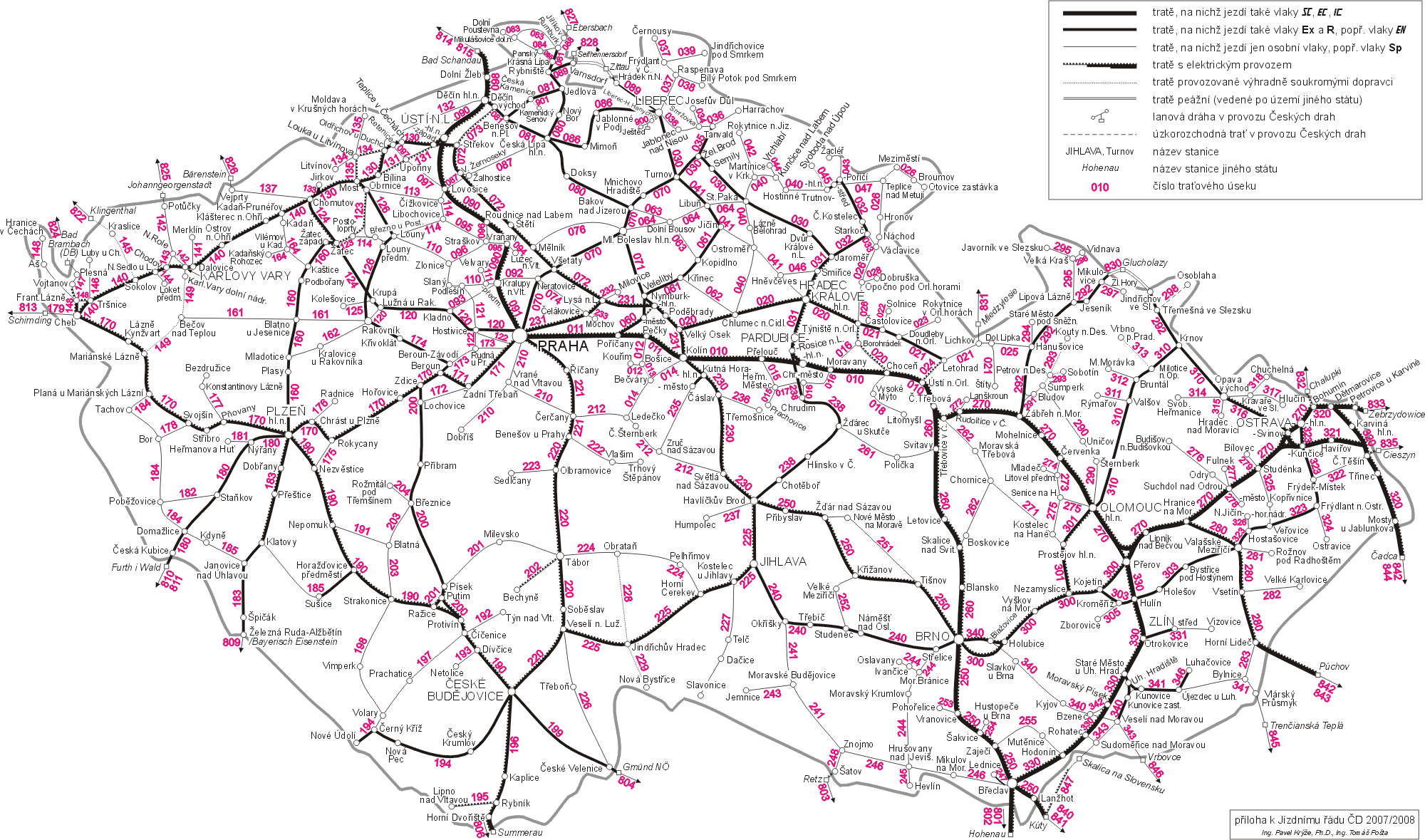
路線図（2007年現在）

保有する国鉄線総延長は9,479km（2009年現在）で、その内訳は次の通り。
- 標準軌 : 9,456km
  - うち電化区間（直流3000V/交流25kV50Hz） : 3,153km
- 狭軌 : 23km
- 単線区間 : 7,585km
- 複線・複々線区間 : 1,894km
- 軌道総延長 : 15,577km

このうちヴィアモント株式会社（VIAMONT, a.s. / 27km）、OKD運輸有限責任会社（OKD, Doprava, s.r.o / 20km）が国鉄線の一部地方路線を賃借しており、それぞれ管理・運営を行っている。